# Necroscia potameis
Necroscia potameis är en insektsart som beskrevs av Günther 1935. Necroscia potameis ingår i släktet Necroscia och familjen Diapheromeridae. Inga underarter finns listade i Catalogue of Life.